# Sassoni
I Sassoni erano un popolo germanico, insediato principalmente negli odierni stati tedeschi dello Schleswig-Holstein, della Bassa Sassonia, della Sassonia-Anhalt, della Renania Settentrionale-Vestfalia e nella parte nord dei Paesi Bassi (Twente e Achterhoek). Il loro nome significa "gente di spada" e infatti furono considerati, da Carlo Magno e da alcuni storici, molto bellicosi.

## Sassoni in Germania

### Tarda antichità

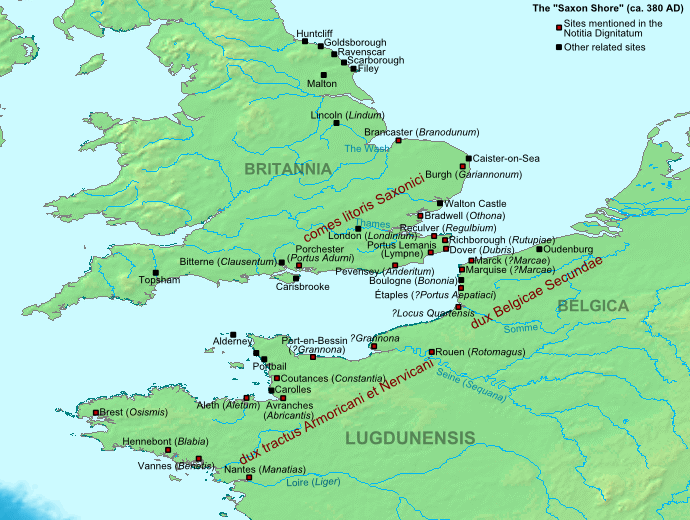
Il limes Litus Saxonicum

I Sassoni erano una confederazione germanica occidentale di popoli, formatasi probabilmente verso la fine del III secolo e del IV secolo, grazie all'unione delle tribù germaniche che si affacciavano sul Mare del Nord come i Cauci, gli Angrivari, oltre ai Cherusci.
I primi movimenti dei Sassoni ai danni dell'impero romano erano rivolti inizialmente verso le province della Germania, Gallia Belgica della Britannia, da qui l'esigenza di un'organizzazione difensiva migliore, che portò alla formazione della linea di difesa della cosiddetta Costa Sassone.
Verso il 370 i Sassoni iniziarono a cercare di muoversi in massa dalla loro regione d'insediamento, presso la costa sudorientale del Mare del Nord, verso la Gran Bretagna, ma furono inizialmente arginati dall'imperatore Valentiniano I.
Come altri popoli germanici, anche i Sassoni entrarono nel servizio militare romano. Uno squadrone sassone, l'Ala prima Saxonum, è menzionato nella Notitia Dignitatum (intorno al 400). La prima notizia che potrebbe fornire informazioni sulla sede originaria dei Sassoni è fornita dal padre della Chiesa Girolamo nella sua descrizione della vita di Ilarione. Secondo questa fonte, una guardia del corpo dell'imperatore Costanzo II proveniva dalla zona compresa tra i Sassoni e gli Alemanni, che nel testo viene indicata come Francia (Franconia). Le prime menzioni della Sassonia (Gr. Σαξονεία, Saxoneía; Lat. Saxonia) risalgono alla fine del IV secolo, ma non sono legate a chiare idee geografiche. Un altro indizio è fornito da Zosimo, che riferisce che i Sassoni cacciarono i Franchi Sali dalla loro terra, la grande isola renana di Batavia, intorno alla metà del IV secolo.
All'inizio del V secolo, Roma perse sempre più il controllo sulle province britanniche. Nel 410, l'imperatore Onorio invitò gli isolani a difendersi. Al più tardi nel 440, i Sassoni si erano insediati nelle isole britanniche. All'inizio furono reclutati dai Romano-Britanni come mercenari, ma in seguito conquistarono ampie zone dell'isola principale e si stabilirono in modo permanente. I loro presunti capi erano Hengist e Horsa. In origine, i sassoni delle isole britanniche e quelli della terraferma venivano chiamati indistintamente Sassoni. Solo nell'Alto Medioevo fu introdotto il termine anglosassone (probabilmente da Paolo Diacono) per distinguere i sassoni britannici da quelli della terraferma, finché non fu accettato a partire dal IX secolo.

### Alto Medioevo

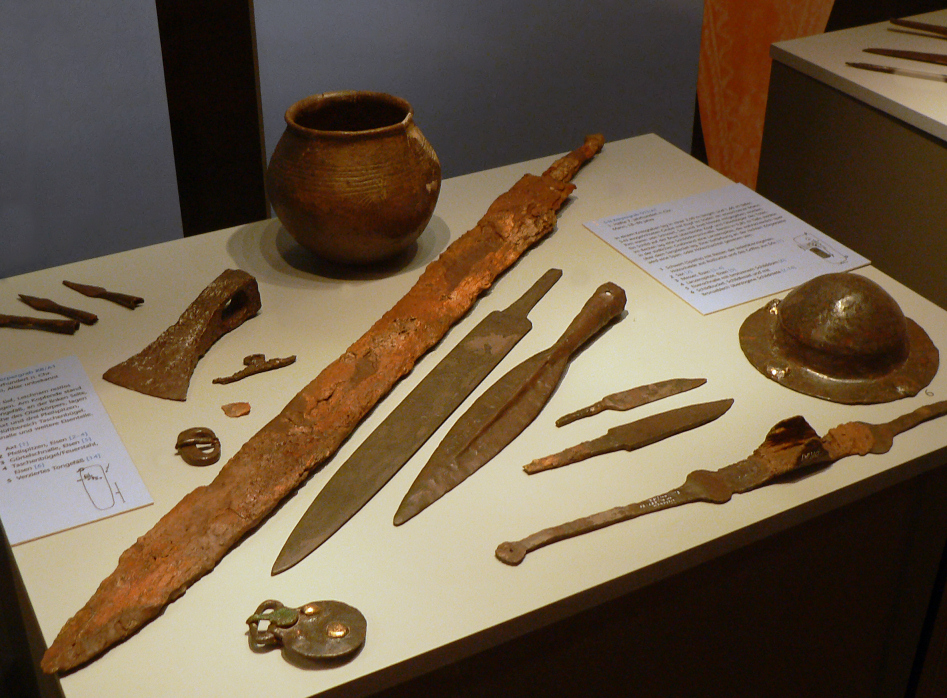
Corredo funerario dall'antico cimitero sassone di Liebenau

Espansione dell'impero franco in rapporto con la Sassonia

Con la caduta dell'impero romano i Sassoni si trovarono subito a confrontarsi con la vicina potenza regionale dei Franchi durante il V e VI secolo; su questi rapporti esiste una ricca tradizione storiografica.
La questione ancora non chiara, nel loro rapporto con i Franchi, è quella che riguarda il ruolo svolto dai Sassoni nella sottomissione del regno dei Turingi (intorno al 531) da parte dei Franchi. Le tre fonti più importanti che ne parlano sono una relazione di Rodolfo di Fulda (IX secolo), la Storia dei Sassoni di Vitichindo di Corvey del 968 e gli Annali di Quedlinburg. Soprattutto perché tutte e tre le fonti sono state scritte molto tempo dopo la sconfitta dei Turingi e la loro credibilità a questo riguardo è fortemente messa in dubbio. Si può anche supporre che queste due ultime fonti abbiano attinto al racconto di Rodolfo di Fulda, che presumibilmente aveva un interesse personale nella rappresentazione di un antico confine sassone-turingio sull'Unstrut. In particolare, nessuna fonte contemporanea (Gregorio di Tours, Procopio di Cesarea) riporta il coinvolgimento dei Sassoni.
D'altra parte, sembra che i Sassoni abbiano subito l'influenza franca nella prima metà del VI secolo. Tuttavia, alla morte del re franco Teodebaldo nel 555, i Sassoni si sollevarono contro Clotario I, che si ribellò ai Sassoni. Quest'ultima si mosse contro i ribelli, devastando la Turingia, poiché i Turingi avevano apparentemente fornito ai Sassoni truppe ausiliarie. Poco dopo (probabilmente nel 556) ci fu un'altra rivolta sassone in cui i Sassoni si rifiutarono di pagare le tasse obbligatorie loro imposte. In questo contesto, Gregorio di Tours scrive di una sconfitta di Clotario, mentre Mario di Avenches riporta una nuova vittoria di Clotario. Soprattutto perché Gregorio di Tours persegue qui un obiettivo cristiano di prova, il suo racconto tende a essere messo in dubbio. Incertezze esistono anche riguardo alla menzione di un terzo scontro (556 o 557), in cui i Sassoni avrebbero invaso la Francia (Franconia) e sarebbero avanzati fino alle vicinanze di Deutz.
Durante la migrazione dei popoli, i Sassoni si erano insediati non solo in Gran Bretagna, ma anche in altre aree, come la Francia occidentale. Gregorio di Tours cita i Sassoni nei dintorni di Bayeux, nell'attuale Normandia. Tra questi c'era un certo Childerico, conosciuto personalmente da Gregorio e assurto a duca nella zona a sinistra della Garonna. Sembra che alcuni Sassoni avessero accompagnato i Longobardi nella loro marcia verso l'Italia nel 568. Secondo Gregorio di Tours, questi Sassoni invasero in seguito la zona di Riez, nella Gallia sud-orientale e giurarono di servire il re franco come ausiliari, dovevano stabilirsi nella zona da cui erano partiti. Quando vi fecero ritorno, secondo il racconto, i Suebi si erano già insediati nel frattempo e avevano inflitto ai Sassoni due gravi sconfitte. La maggior parte dei ricercatori ipotizza che questi Sassoni e Suebi vivessero nell'area del fiume Bode. È più probabile, tuttavia, che si tratti di una regione della Gallia.
Una posizione di rilievo fu raggiunta nel VII secolo da alcuni sassoni, probabilmente provenienti dalla costa atlantica gallica, ma forse anche dall'Inghilterra. Subito dopo l'ascesa di Dagoberto I a sovrano nella parte franca dell'Austrasia, sembra che sia seguita una ribellione sassone. Nel corso di un successivo attacco franco, il condottiero sassone Bertoaldo sarebbe stato sconfitto in singolar tenzone da Clotario II, padre di Dagoberto, e il territorio dei Sassoni sarebbe stato devastato. Negli anni successivi, il dominio dei Merovingi sui gruppi etnici sassoni si affievolì visibilmente.
Dopo la sconfitta franca subita da Samo, intorno al 631, gli Slavi fecero incursioni in Turingia. I Sassoni avrebbero quindi chiesto aiuto a Dagoberto, chiedendogli di rinunciare alla tassa annuale obbligatoria in cambio della lotta contro gli invasori a proprie spese e della protezione dei confini franchi. La morte di Pipino nel 640 portò a una crisi all'interno dell'Impero franco, che si concluse con l'invasione della Turingia da parte dell'esercito di Sigiberto III. L'esercito del re dovette ritirarsi sconfitto e si riappacificò con i Venedi e con le "tribù vicine", con le quali probabilmente si intendevano i Sassoni.

#### Le guerre contro i Carolingi
A partire dal 772 Carlo Magno reagì alle incursioni sassoni distruggendo il santuario di Irminsul, durante le cosiddette Guerre sassoni e abbattendo l'albero che, secondo la credenza sassone, sosteneva la volta del cielo. I Sassoni, come risposta, distrussero il monastero di Fritzlar e saccheggiarono il centro episcopale di Büraburg. Carlomagno dichiara la "guerra totale" contro i Sassoni nel 776. Da questo momento ci furono grandi scontri tra le due parti; nel 782, dopo un episodio particolarmente violento da parte di Vitichindo e dei suoi guerrieri, Carlomagno fa decapitare a Verden migliaia di sassoni (si stimano circa 4 500 vittime) e fa deportare interi clan verso la Neustria e l'Aquitania. La cifra di 4 500 morti è enorme, ma alcuni motivi storici pongono dei dubbi in merito a questo massacro. In primo luogo Carlo Magno non prese mai, ne prima ne dopo Verden, la decisione di massacrare i nemici prigionieri in massa. In secondo luogo sarebbe stato estremamente difficile uccidere un così imponente numero di prigionieri in un giorno solo, sia per le condizioni logistiche (la ghigliottina non era stata ancora inventava e si procedeva all'esecuzione tramite decapitazione), sia per quelle psicologiche, per l'impatto che avrebbero avuto sulla popolazione e sullo stesso esercito franco. La politica classica di Carlo Magno era quella di prendere con se un certo numero di importanti prigionieri e di imporre deportazioni di massa, non di fare strage di prigionieri. Impone tra il 785 e il 790 durissime regole contro la resistenza alle conversioni, facendo uccidere chiunque rifiuti il battesimo o pratichi riti pagani. La politica di Carlomagno però è un fallimento, così dopo l'ennesima ribellione egli cambia strategia: per cercare di integrare politicamente i Sassoni nel suo regno cerca il sostegno dei loro capi attraverso la loro conversione. Celebre è la conversione di Vitichindo, capo sassone, seguita dal suo battesimo nel palazzo reale d'Attigny.
Infine, verso l'802-803 Carlomagno accettò di mettere per iscritto le leggi dei Sassoni, e ciò permise a questo popolo di essere giudicato secondo le proprie leggi all'interno del regno dei Franchi, fatto che segna la loro definitiva integrazione.

Il Sacro Romano Impero con il Ducato di Sassonia intorno al 1000

Sotto il dominio carolingio, i Sassoni divennero tributari dei Franchi, fornendo spesso truppe ai loro signori.
Carlo Magno (768-814), sovrano dell'Impero franco, riuscì a sottomettere e cristianizzare i Sassoni in feroci battaglie verso la fine delle Guerre sassoni (772-804). Dopo la disintegrazione dell'Impero franco, nella zona tra la Lippe e lo Harz sorse il ducato di Sassonia, governato da un duca sassone,Dux totius Saxoniae, a partire dall'880.

### Tardo Medioevo
Enrico I, un duca sassone, divenne re tedesco nel 919. A lui seguirono i primi imperatori tedeschi Ottone I il Grande, Ottone II e Ottone III. L'epoca degli imperatori della Casato di Liudolfingi si concluse con la morte di Enrico II nel 1024. Durante questo secolo, il baricentro politico e culturale dell'impero si trovava nel territorio dei Sassoni.
Dopo la dichiarazione di Enrico il Leone nel 1180, a causa del suo rifiuto di seguire l'imperatore e cugino Federico Barbarossa in Italia, l'imperatore smembrò l'antico ducato tribale di Sassonia. La Vestfalia fu trasferita in possesso ecclesiastico; a Enrico il Leone rimasero il ducato Brunswick e Lüneburg; il nome di Ducato di Sassonia fu attribuito solo a una piccola parte del paese sull'Elba.
Il 6 gennaio 1423, questa parte fu concessa al Margravio di Meißen, Federico il Litigioso. Poiché il titolo di duca aveva una dignità superiore, da quel momento in poi quest'ultimo utilizzò il titolo di "Duca di Sassonia", che ha dato il nome all'odierno land tedesco della Sassonia. Gli abitanti di quest'area erano discendenti degli Slavi (Sorbi) che vivevano lì dal VII secolo, nonché dei coloni della Germania centrale provenienti dalle aree dell'attuale Turingia e dell'Assia che erano migrati nel corso dell'espansione verso est a partire dal XII secolo, e fino al trasferimento del nome non avevano alcun legame storico con l'ex confederazione tribale sassone. Il nuovo ducato di Sassonia fu quindi a lungo chiamato Alta Sassonia, mentre l'area storica di insediamento sassone fu chiamata Bassa Sassonia. Quest'ultima denominazione è stata ripresa dopo la Seconda Guerra Mondiale come nome dell'attuale stato federale della Bassa Sassonia.
Si utilizza il nomignolo di "Sassoni" anche per i coloni tedeschi insediatisi nel XIII secolo nella Transilvania sud-orientale (l'odierna Romania). La minoranza di lingua tedesca in Romania è ancora chiamata col nome di Sassoni di Transilvania.

## Sassoni in Britannia
Insieme agli Angli, ai Frisi (o Frisoni) e agli Juti, i Sassoni invasero o comunque migrarono in Britannia agli inizi del V secolo, a seguito del collasso del dominio romano nell'isola e in tutto l'Occidente. Per secoli i Sassoni saccheggiarono le coste meridionali della Britannia, ragion per cui fu costruita una linea difensiva nota con il nome di costa sassone. Dopo un massiccio sbarco nel nord dell'isola e una rapida discesa verso le zone più ricche, ai Sassoni e ad altri popoli fu permesso di insediarsi in queste zone come contadini. A seguito del collasso del potere romano nell'isola, nel 449, dopo una razzia particolarmente devastante operato dai Pitti e dai loro alleati, i Romano-Britannici invitarono due capi juti, Hengist e Horsa, a insediarsi nell'isola di Thanet (secondo lo storico Gildas tradizioni colui che invitò i sassoni fu il tiranno bretone Vortigern), a nord del Kent e a servire come mercenari contro i Pitti. Una volta compiuta la missione e sconfitti i Pitti, gli Juti pretesero più terre. Di fronte al rifiuto di chi li aveva ingaggiati, si ribellarono, provocando un'insurrezione contro tutti i coloni di origine germanica presenti in Britannia (sempre secondo Gildas il capo dei ribelli britanni contro i sassoni fu il condottiero Ambrosio Aureliano, un uomo di probabile esistenza storica le cui imprese potrebbero aver ispirato le leggende del Ciclo arturiano).
Emersero diversi regni sassoni in Britannia:
1. Sassoni della valle del Tamigi, il primo stanziamento sassone altomedievale in Britannia.
2. Ciltern Saetan: regno altomedievale dei Sassoni nelle Chiltern britanniche (appunto Ciltern Saetan), in un territorio compreso dal Berkshire all'Hertfordshire.
3. Sussex a sud, sotto la guida di Aelle.
4. Wessex a ovest, sotto la guida di Cerdic, con capitale a Winchester.
5. Essex ad est, incentrato intorno a Colchester.

Nel periodo compreso tra i re Egbert e Alfredo il Grande, i re del Wessex emersero come Bretwalda, unificando il paese, con il Middlesex che ebbe vita breve e fu incorporato nel regno d'Inghilterra di fronte alle invasioni dei Danesi e dei Vichinghi.
Secondo alcuni storici la presa anglosassone della Britannia meridionale sarebbe avvenuta in maniera pacifica, anche se nel suo De Excidio et Conquestu Britanniae Gildas (che scrive appunto nella metà del VI secolo) ha lasciato un ritratto a tinte fosche di questo periodo storico. Le guerre tra i Romano-Britannici e gli invasori Juti, Angli e Sassoni continuarono per oltre 400 anni, con le popolazioni autoctone che furono progressivamente assorbite o costrette a fuggire dai nuovi venuti. Alcuni fuggirono in Bretagna. I vari popoli germanici che invasero l'isola furono chiamati con il nome di "Anglo-Sassoni". È dal sassone antico che derivano l'antico inglese e il Plattdüütsch.

## Sassoni in Italia
Come già precedentemente accennato, sembra che alcuni Sassoni avessero accompagnato i Longobardi nella loro marcia verso l'Italia nel 568. Dopo alcune divergenze con Alboino si allontanarono. Secondo Gregorio di Tours, questi Sassoni invasero in seguito la zona di Riez, nella Gallia sud-orientale, ma poi conclusero un trattato con il comandante Ennio Mummolo e giurarono di servire il re franco Gontrano come ausiliari.

## Cultura

### Struttura sociale
Beda il Venerabile, uno scrittore della Northumbria intorno all'anno 730, osserva che "i vecchi (cioè i continentali) sassoni non hanno re, ma sono governati da diversi Ealdorman (o satrapi) che, durante la guerra, tirano a sorte la leadership ma che, in tempo di pace, sono eguali in potenza". Il cosiddetto regnum Saxonum era diviso in tre province - Vestfalia, Ostfalia e Angria - che comprendevano un centinaio di pagi o Gau. Ogni un Gau aveva il suo satrapo con abbastanza potenza militare da radere al suolo interi villaggi che gli si opponevano.
A metà del IX secolo, Nitardo descrisse per la prima volta la struttura sociale dei Sassoni sotto i loro capi. La struttura delle caste era rigida; nella Lingua sassone antica le tre caste, esclusi gli schiavi, erano chiamate edhilingui (imparentato con il termine Aetheling), frilingi e lazzi. Questi termini furono successivamente latinizzati come nobiles o nobiliores; Ingenui, ingenuiles o liberi; e liberti, liti o servili. Secondo tradizioni molto antiche che si presume contengano una buona dose di verità storica, gli edhilingui erano i discendenti dei Sassoni che guidarono la tribù fuori dall'Holstein e durante le migrazioni del VI secolo. Erano un'élite di guerrieri conquistatori. I frilingi rappresentavano i discendenti degli amicii, auxiliarii e manumissi di quella casta. I lazzi rappresentavano i discendenti degli originari abitanti dei territori conquistati, che furono costretti a prestare giuramenti di sottomissione e a rendere omaggio agli edhilingui.
Secondo lo storico anglosassone Beda il Venerabile, che scrisse attorno al 730, i Sassoni non avevano un re, ma erano governati da molti signori, che in guerra lottavano per acquistare più potere, ma in pace erano uguali. Infatti, la loro organizzazione politica prevedeva una confederazione, con al vertice non un sovrano, ma un'assemblea comune. Praticavano l'agricoltura e la loro società era strutturata in classi sociali, che nello specifico erano quattro:
- nobiles, con funzioni sacerdotali
- liberi, guerrieri.
- semiliberi, liti, ovvero la plebe dalla libertà limitata ma non assimilabili agli schiavi
- servi

La Lex Saxonum regolava l'insolita società dei Sassoni. I matrimoni misti tra le caste furono proibiti dalla Lex, e il Guidrigildo veniva stabilito in base all'appartenenza alla casta. Gli edhilingui valevano 1 440 solidi, o circa 700 capi di bestiame, il Guidrigildo più alto del continente; anche il prezzo di una sposa era molto alto. Questo era sei volte quello dei frilingi e otto volte quello dei lazzi. Il divario tra il nobile e l'ignobile era molto grande, ma la differenza tra un uomo libero e un lavoratore a contratto era piccola.
Secondo la Vita Lebuini antiqua, una fonte importante per la prima storia sassone, i Sassoni tenevano un concilio annuale a Marklo (Vestfalia) dove "confermavano le loro leggi, pronunciavano giudizi sui casi in sospeso e determinavano dal consiglio comune se avrebbero fatto la guerra o stare in pace quell'anno." Tutte e tre le caste partecipavano al consiglio generale; dodici rappresentanti di ogni casta furono inviati da ogni Gau. Nel 782 Carlo Magno abolì il sistema di Gaue e lo sostituì con il Grafschaftsverfassung, il sistema di contee tipico del Regno franco. Proibendo i consigli di Marklo, Carlo Magno estromise i frilingi e i lazzi dal potere politico. L'antico sistema sassone di Abgabengrundherrschaft, signoria basata su tributi e tasse, fu sostituito da una forma di Feudalesimo basata su servizio e lavoro, rapporti personali e giuramenti.

### Religione germanica
Le pratiche religiose sassoni erano strettamente legate alle loro pratiche politiche. I consigli annuali dell'intera tribù iniziavano con le invocazioni degli dei. Si presume che la procedura con cui i duchi venivano eletti in tempo di guerra, per sorteggio, avesse un significato religioso, cioè nel dare fiducia alla divina provvidenza il processo decisionale casuale. C'erano anche riti e oggetti sacri, come i pilastri chiamati Irminsul (il corrispettivo Sassone del norreno Yggdrasil); si credeva che questi collegassero il cielo e la terra, come con altri esempi di alberi o scale verso il cielo in numerose religioni. Carlo Magno fece abbattere una di queste colonne nel 772 vicino alla fortezza di Eresburg.

L'Irminsul, simbolo pagano germanico che rappresenta l'asse del mondo, è il corrispettivo sassone del famoso Yggdrasil.

Le prime pratiche religiose sassoni in Gran Bretagna possono essere dedotte dai nomi dei luoghi e dal calendario germanico in uso a quel tempo. I germanici dei Woden, Frigg, Tiw e Thunor, attestati in ogni tradizione germanica, erano venerati nel Wessex, nel Sussex e nell'Essex. Sono gli unici direttamente attestati, anche se i nomi del terzo e quarto mese (marzo e aprile) dell'antico calendario inglese portano i nomi Hrethmonath e Eosturmonath , che significa "mese di Hretha" e "mese di Ēostre". Si presume che questi siano i nomi di due dee che erano adorate in quella stagione. I sassoni offrivano torte ai loro dei a febbraio (Solmonath). C'era una festa religiosa associata al raccolto, Halegmonath ("mese sacro" o "mese delle offerte", settembre). Il calendario sassone iniziava il 25 dicembre e i mesi di dicembre e gennaio erano chiamati Yule (o Giuli). Contenevano una Modra niht o "notte delle madri", un'altra festa religiosa di contenuto sconosciuto.
I liberi e la classe servile sassone rimasero fedeli alle loro credenze originali molto tempo dopo la loro conversione nominale al cristianesimo. Coltivando un odio per la classe superiore, che, con l'aiuto dei Franchi, li aveva emarginati dal potere politico, le classi inferiori (il plebeium vulgus o cives) furono un problema per le autorità cristiane fino all'836. La Translatio S. Liborii rimarca la loro ostinazione nel pagano ritus et superstitio (uso e superstizione).